# Camerino
Camerino (latinski: Vigiliae) gradić u 
talijanskoj provinciji Macerata u regiji Marche od 7035 stanovnika (2007.).

## Zemljopisne karakteristike
Camerino leži u brdima Apenina na hrptu visokom 661 m koji razdvaja kotline rijeka Chienti i Potenza, udaljen oko 47 km regionalnog centra Macerate. 

## Povijest
Za Antike Camerino je bio prijestolnica lokalnog plemena Umbra - Camerta, koje je postalo saveznik Rima -  310. pr. Kr. Nakon Marsijskijskog rata grad je dobio municipalna prava.
Nakon propasti Rima od 553. je u sastavu Ravenskog egzarhata. Nakon što ga je u 8. st. u zauzeo Karlo Veliki postao je prijestolnica istoimene marke. Nakon 1198. postao je domena Papinske Države uz visok stupanj autonomije.
U 13. st. u stao je na stranu Gvelfa u ratovima protiv Gibelina (simpatizera Hohenstaufenovaca) pa ga je njihov lider kralj Sicilije Manfred razorio 1259. Grad je ubrzo nakon toga obnovio Gentile da Varano i pretvorio ga u svoju signoriju, kojom je vladala njegova porodica sve do 1545. kad je Camerino ponovno postao dio Papinske Države.

## Znamenitosti
Najveća znamenitost grada je Palazzo Ducale iz 15. st. a u kojoj je danas smješten rektorat sveučilišta i utvrda Rocca del Borgia s početka 16. st.

## Gospodarstvo
Camerino je centar poljoprivrednog kraja - doline Camerte.Za ekonomiju grada važan je sveučilišta, koji je osnovan još 1336.

## Vanjske poveznice
- Službene stranice grada
- Camerino na portalu Treccani